# Michail Audsejeu
Michail Aljaksandrawitsch Audsejeu (belarussisch Міхаіл Аляксандравіч Аўдзееў, russisch Михаил Александрович Авдеев/Michail Alexandrowitsch Awdejew; * 2. Februar 1982 in Borissow, Weißrussische SSR, Sowjetunion) ist ein ehemaliger belarussischer Gewichtheber.

## Karriere
Audsejeu war 2002 Junioren-Vize-Weltmeister. 2004 belegte er bei den Europameisterschaften den elften Platz in der Klasse bis 105 kg. Im selben Jahr nahm er an den Olympischen Spielen in Athen teil, bei denen er den neunten Platz erreichte. Bei den Europameisterschaften 2005 war er Achter. 2006 gewann er bei den Europameisterschaften Silber im Zweikampf und im Reißen und Gold im Stoßen. 2007 war er bei den Europameisterschaften Sechster und bei den Weltmeisterschaften Siebter.
Nach einer längeren Pause trat Audsejeu 2010 wieder international an und wurde bei den Europameisterschaften Sechster und bei den Weltmeisterschaften Zwölfter. 2011 erreichte er bei den  Europameisterschaften im Zweikampf den vierten Platz und gewann Bronze im Reißen. Bei den Weltmeisterschaften 2011 wurde er Achter. 2012 war Audsejeu Dritter bei den Europameisterschaften. Allerdings wurde er bei der Dopingkontrolle positiv auf Boldenon und Androsteron getestet, disqualifiziert und für zwei Jahre gesperrt.